# 살인 수첩 (1985년 영화)
《살인 수첩》(영어: The Mean Season)은 미국에서 제작된 필립 보서스 감독의 1985년 범죄 스릴러 영화이다. 커트 러셀 등이 출연하였고, 데이비드 포스터 등이 제작에 참여하였다.

## 출연진
- 커트 러셀
- 매리얼 헤밍웨이
- 리처드 조던
- 리처드 매서
- 리처드 브래드퍼드
- 조 팬털리아노
- 앤디 가르시아

## 기타 제작진
- 배역: 재닛 허션슨, 제인 젱킨스
- 미술: 필립 제프리스
- 음향: 랜디 톰